# デイヴ・バーソロミュー
デイヴ・バーソロミュー（Dave Bartholomew、1918年12月24日 - 2019年6月23日）は、アメリカ合衆国ルイジアナ州エドガード出身のミュージシャン、バンドリーダー、作曲家、編曲家。1950年代以降のニューオーリンズ音楽の形成に大きく貢献した。

## 概略
バーソロミューは、リズム・アンド・ブルース、ビッグバンド、スウィング・ジャズ、ロックンロール、ニューオーリンズ・ジャズ、ディキシーランド・ジャズなど数多くの音楽ジャンルで活躍した。彼の曲をレコーディングしたミュージシャンアーティストは数多いが、中でもファッツ・ドミノとのパートナーシップが彼のキャリアの中でも特筆すべき成功を収めている。1950年代の半ばに、彼らはインペリアル・レコードの下で、"I'm in Love Again"、"Blue Monday"、"I'm Walkin'"など40曲以上のヒット曲を世に送り出し、そのうち"Goin' Home"と"Ain't That a Shame"など複数の曲がビルボードR&Bチャートの1位に輝いている。 
彼は、ソングライターの殿堂、並びにロックの殿堂入りを果たしている。

## 来歴
バーソロミューが最初に覚えた楽器はチューバであったが、のちにトランペットが彼のメインの楽器となった。彼のプロのキャリアは、ニューオーリンズでアルヴィン・"レッド"・タイラー、アール・パーマー、リー・アレンらがメンバーに入ったバンドを結成したところから始まっている。
1947年、デラックス・レコードで彼は初のレコーディングを経験するが、会社は倒産してしまい殆ど話題にはならずに終わった。1949年に彼はルー・チャッドのインペリアル・レコードの下で、編曲家、バンドリーダー、およびタレント・スカウトとして活動するようになった。ここで、彼がプロデュースしたアール・キング、トミー・リッジリー、ロバート・パーカー、フランキー・フォード、クリス・ケナー、スマイリー・ルイス、シャーリー&リー、ファッツ・ドミノといったアーティスト達から、数々のヒットが生まれたのである。彼は、有名な"Blueberry Hill"を含むファッツ・ドミノのヒット曲の多くにおいて編曲を担当した。1960年代半ばに彼はインペリアルを離れ、自分のレーベル、ブロードムア・レコード (彼が住んでいたニューオーリンズのブロードムア地域に因んで名付けられたもの) を含むいくつかのレーベルを転々とした。
彼は後年もプリザベーション・ホールに出演してトラディショナル・ジャズをプレイするなどミュージシャンとして現役で活動を続け、自己名義のレコーディングもリリースし続けた。
2019年6月23日朝、ニューオーリンズ郊外メテリーのイースト・ジェファーソン総合病院にて心不全のため死去。100歳だった。

## 功績
バーソロミューは、1950年代に強い影響力を発揮したニューオーリンズ・サウンドの形成に大きな役割を果たした。特に、ジャンプ・ブルースやビッグバンド・スウィングがリズム・アンド・ブルース、ロックンロールに発展していく過程で主動的な役割を担った。
またバーソロミューは、ロイド・プライスの"Lawdy Miss Clawdy"、スマイリー・ルイスの"I Hear You Knocking"、"One Night"、シャーリー&リーの"Let the Good Times Roll"など歴史に残るヒット曲のプロデュースを手がけている。